# 坦利环岛
坦利环岛（Tenley Circle）是美国华盛顿特区西北区坦利镇社区附近的一个圓環。 坦利环岛位于内布拉斯加大道，威斯康星大道和尤马街的交汇处。与华盛顿的许多环岛不同，坦利环岛的交通方式已经演变为主要道路威斯康星大道可以直接穿过环岛中心而不必绕着圆环外围。

## 描述
坦利环岛以圣安天主教堂，气势宏伟的石头教堂，美国大学华盛顿法学院和威斯康星大道浸信会教堂为界。
坦利环岛是区域内居民的重要交通枢纽，设有华盛顿地铁30N，30S，31、33、37、96，H2，H3，H4，M4和N2公交路线的站点。 Tenleytown-AU地铁站位于坦利环岛以北一个街区，在那里，人们可以搭乘免费班车前往不到一英里远的美国大学主校区。 